# Dubbele moord van Schagen
De dubbele moord van Schagen was een geruchtmakende moordzaak eind 19e eeuw in Nederland. Een weduwe en haar inwonende nicht werden vermoord door hun buurjongen Nicolaas Boes.

## Betrokkenen
De familie Boes woonde op de Lagezijde van de Gedempte Gracht in Schagen. Vader Rudolph Anton Boes had er een koffiehuis en scheerderswinkel. Hij woonde er met zijn tweede vrouw Geertje Jes en vier kinderen, onder wie de 17-jarige Nicolaas Boes, een leerling-meubelmaker. Ernaast woonde de 55-jarige weduwe Jansje Beute-Stoel met haar 17-jarige nichtje Antje Beijers, een wees. De weduwe had een winkeltje met groente en vleeswaren.
Maart 1884 stal Nicolaas Boes bij een inbraak bij mr. H. L. Asser een horloge. Met zijn vriend Jan Oudshoorn sprak hij erover om ook bij de burgemeester of bij de weduwe Beute te stelen, Oudshoorn wilde echter nooit meedoen. Boes trachtte enkele keren zijn buurvrouwen te bedwelmen door loodwit en zuringzout in de koffiepot te doen zodat hij dan ongestoord kon stelen. Maar de vrouwen klaagden alleen over de onaangename smaak van de koffie en hadden last van hoofdpijn.

## Moord
Zaterdagavond 11 augustus 1894 om kwart over 11 klom hij over de schutting in de tuin naar de buren en sloop naar binnen. Hij overviel de weduwe en sloeg haar drie maal met een in de tuin gevonden bijl op het hoofd. Het gegil van de weduwe werd door verschillende voorbijgangers gehoord, maar genegeerd. Hierna klom hij weer over de schutting terug naar huis.
Hij wachtte tot de kust veilig was en ging vanuit de straat de winkel binnen. Hij hoorde de weduwe nog zuchten waarop hij haar met een broodmes doodde. Hij pakte een lang vleesmes van de toonbank en ging naar de kamer waar Antje Beijers lag te slapen. Hij stak haar enkele malen met het mes en verloor zijn pet tijdens de worsteling. Hij stal alles wat hij kon dragen uit de kasten, klom weer over de schutting en begroef de gestolen waar in zijn tuin.
Hierna klom hij weer over de schutting en zocht kort naar zijn pet, maar vond die niet. Omdat hij toch brand wilde stichten, zocht hij niet verder maar begoot de lijken met petroleum en stichtte brand. Hij verliet het huis voor door de winkel en ging thuis slapen.
Tegen twee uur werd hij wakker en zag dat er geen brand was. Hij klom weer over de schutting en probeerde opnieuw brand te stichten. Opnieuw ging hij naar bed en werd tegen zes uur wakker en zag dat er nog steeds geen brand was. Hij klom opnieuw over de schutting, zocht en vond zijn met bloed bevlekte pet en ging weer terug naar huis om zijn pet en kleren te wassen. 
De moorden werd niet veel later ontdekt toen een kind dat bij de weduwe kwam winkelen een buurman erbij haalde, omdat na geroep niemand tevoorschijn kwam.
Zijn moeder zag later bij het uitwringen van zijn overhemd dat het water vol bloed was en trachtte hem over de moord uit te horen, maar Boes bleef tegen haar ontkennen dat hij de moord had begaan.
Aan zijn vriend Oudshoorn bekende hij de moorden en Boes gaf hem een muntbiljet van tien gulden om te zwijgen.

## Onderzoek
De politie liet de Schager fotograaf Niestadt foto's van de slachtoffers maken.
Boes probeerde de politie op een dwaalspoor te brengen; hij verklaarde dat hij rond middernacht hoorde dat iemand over de schutting ging en dat hij, toen hij naar buiten liep, een flink gebouwde man met een hoedje in de tuin zag. Op maandagavond 20 augustus groef Boes een gestolen ketting op en wierp die op het erf van Simon Alot. Over hem gingen geruchten dat hij een soortgelijke dubbele moord in Haarlem had gepleegd. De erbij gehaalde politie herkende de ketting als een van de weduwe, maar begreep snel dat hij daar neergelegd was; de ketting was niet nat, terwijl het na de moord voortdurend had geregend. 
De politie bracht een opsporingsbericht uit en zodoende werd Boes woensdagavond in een danshuis opgepakt. Na een nachtelijke ondervraging bekende hij slechts medeplichtig te zijn en dat Simon Alot de moorden had gepleegd. Donderdagochtend werd de gestolen waar gevonden in de tuin van familie Boes op aanwijzingen van de in boeien geslagen Boes. Beide mannen werden met rijtuigen naar Alkmaar gebracht voor verdere ondervraging. 's Middags werden Boes' ouders ondervraagd bij de burgemeester. Zijn moeder bracht de kleren van Boes mee en verklaarde dat haar zoon het wel zou hebben gedaan. Een uur na dit onderhoud maakte vrouw Boes een einde aan haar leven door in het café voor de ogen van bezoekers en haar gezin haar keel met een scheermes door te snijden.
Na een paar dagen kwam Nicolaas Boes tot een volledige bekentenis en werd Alot vrijgelaten. Boes beschuldigde nog wel zijn moeder van het aanzetten tot de moord, maar ook dat trok hij later in.

## Afloop
Bij de rechtbank te Alkmaar werd Nicolaas Boes veroordeeld tot levenslange gevangenisstraf. Zijn vriend Jan Oudshoorn werd tot één jaar en zes maanden gevangenisstraf veroordeeld voor het helen van het muntbiljet van tien gulden. Boes ging niet in hoger beroep en zat zijn straf uit in de gevangenis van Leeuwarden. In 1908 kreeg hij gratie van de koningin en werd zijn levenslange gevangenisstraf omgezet in 25 jaar. Hij kwam in 1922 vrij en ging na omzwervingen wonen en werken in Apeldoorn, waar hij trouwde en een dochter kreeg. Hij stierf in 1956 op 79-jarige leeftijd.
Op het graf van de vermoorde vrouwen werd een monument geplaatst met een marmeren beeldje van een treurende vrouw en de tekst 'De beide vrouwen vielen als slachtoffer eener misdaad.' De naam 'Beute' is op het graf als 'Buete' geschreven.
Ondanks zijn onschuld kon Simon Alot door de valse beschuldigingen geen werk meer vinden, terwijl hij ook nog voor zijn bejaarde ouders zorgde. Ter ondersteuning kreeg zijn vader van de koningin-regentes een bankbiljet van 25 gulden. 
In het laatste decennium van de negentiende eeuw ontstond er een krachtige beweging voor betere bescherming van het kind. Mr. H. L. Asser, van wie Boes het horloge stal, schreef het boek "Bescherming van minderjarigen. Een studie over het ouderlijk gezag en de voogdij". Deze en dergelijke activiteiten leidde uiteindelijk tot de kinderwetten van 1901.